# Trolls
Trolls è un film d'animazione del 2016 diretto da Mike Mitchell e Walt Dohrn, basato sulle bambole Troll dolls ideate da Thomas Dam.

## Trama
I Troll sono piccole creature che vivono in uno stato quasi perpetuo di felicità, cantando, ballando ed abbracciandosi tutto il giorno. Tuttavia vengono scoperti dai Bergen, enormi creature che pensano di non poter provare allegria, e che si convincono di poterla ottenere soltanto mangiando un Troll in un giorno di festa che i Bergen chiamano "Trollstizio". Re Peppy, sovrano dei Troll, riesce però a scappare col suo popolo attraverso dei tunnel sotterranei il giorno in cui il principe dei Bergen, Gristle, avrebbe dovuto cibarsi del suo primo Troll (la Poppy neonata). Re Gristle Senior bandisce furiosamente la perfida Chef, che era responsabile della preparazione dei Troll.
Vent'anni dopo Poppy, la giovane, euforica e raggiante figlia di Re Peppy, organizza una grande festa per celebrare il ventesimo anniversario della fuga dei Troll, nonostante i timori e gli avvertimenti del triste e previdente Branch, secondo cui il rumore dei festeggiamenti avrebbe attirato i Bergen. Effettivamente Chef, da lontano, nota i fuochi d'artificio di glitter e, precipitandosi sul luogo illuminato dalla festa, cattura Seta, Ciniglia, Grandino, Signor Dinkles, Cooper, Fuzzbert, DJ Suki, Minuta e Creek. Poppy, come altri, riesce a nascondersi e a non farsi catturare, ma scopre che nessuno tra i Troll rimasti ha il coraggio di avventurarsi nella lontana città dei Bergen per salvare i loro amici. Si rivolge allora a Branch, il più esperto in fatto di Bergen, ma lui non ha intenzione di seguirla perché è convinto che in questo modo moriranno entrambi. Poppy allora porta i Troll al sicuro nel bunker e parte da sola, ma viene intrappolata da dei grossi ragni e sviene. Proprio mentre sta per essere mangiata interviene Branch, che scaccia i ragni e rianima la principessa con degli insetti elettrici. Poppy si sveglia cantando e ringraziando Branch chiamandolo "mio eroe", poi spiega che sapeva che lui sarebbe venuto pur di non essere abbracciato dai Troll nel bunker. Così i due insieme si dirigono verso Bergen Town. Inizialmente Branch critica ogni azione della principessa, che non ha nessun piano per intrufolarsi a Bergen Town ed è sempre convinta che andrà tutto bene.
Durante il viaggio Poppy farà di tutto per rendere felice Branch, mostrandogli i suoi album di ritaglio e cantando e suonando per lui, ma senza alcun successo. Inoltre lui eviterà accuratamente le domande che riguardano la sua infanzia: per zittirla finge che sia arrivato un Bergen e che quindi ci sia bisogno di fare silenzio perché non li scopra. Grazie all'aiuto di una nuvola antropomorfa, il Signor Nuvola, Poppy e Branch riescono ad entrare nella città. Lì trovano tutti i Trolls rapiti in una gabbia, tranne Creek, che scoprono essere appena stato inghiottito dal re. Poco dopo conoscono l'aiuto cuoca, che viene trattata come una sguattera, Brigida, a cui Poppy racconta di aver bisogno di aiuto per salvare Creek (che lei è convinta sia ancora vivo). La ragazza accetta di aiutarli in cambio di un appuntamento con il re, di cui è innamorata.
I Troll sono così felici di poter salvare il loro amico che si mettono tutti a cantare, tranne Branch. Allora Poppy tenta di convincerlo, ma lui in tutta risposta racconta come il canto abbia ucciso la sua nonna, Rosiepuff: mentre lui stava cantando, non sentì sua nonna che lo avvertiva dell'arrivo di un Bergen. Allora l'unico modo per salvare Branch fu lanciarsi su di lui, spingerlo facendolo cadere dal ramo, e sacrificarsi al suo posto. Da quel giorno Branch è rimasto triste e solo, si è chiuso nel suo bunker ed è diventato grigio, perdendo i suoi colori. Poppy non aveva idea che fosse questo il motivo, e accetta che lui non canti. Ma prima tutti i Troll e Brigida lo abbracciano pensando che sia ciò di cui ha bisogno, e stavolta per la prima volta Branch non oppone resistenza.
Dopo aver fatto amicizia con Brigida, la rendono simile ad una "pupa da sogno". Le gemelle Seta e Ciniglia creano per lei una tuta a quadri, e tutti i Troll salgono sulla sua testa utilizzano le loro chiome per regalarle una parrucca arcobaleno unica e bellissima (solo Branch non ne farà parte). Brigida esce per Bergen Town, incontra il principe ed attira la sua attenzione con il suo aspetto unico. Ella però è timida ed impacciata e quando il principe le rivolge la parola per chiederle il suo nome resta in silenzio. I Troll provano a suggerirle qualcosa, ma Brigida finisce per dire di chiamarsi Lady Glitter Brillantina. Inoltre è a corto di complimenti; i Troll cercano di darle dei suggerimenti, ma non trovano nulla di affascinante nel re, così le creano solo una grande confusione e il re si sente preso in giro. Per fortuna interviene Branch che, dal profondo del suo cuore cupo, tira fuori una frase d'effetto che fa breccia nel principe Gristle.
I due passano una stupenda giornata assieme, mangiando pizza, pattinando e ballando, ed essendo finalmente felici senza rendersene conto; ma interviene Chef che, per paura di perdere il potere appena riacquisito, li interrompe ricordando al principe del banchetto del Trollstizio. Il principe però è innamorato di Lady Glitter Brillantina e la invita al banchetto, ancora non sapendo che si tratta di Brigida, l'unica che non è stata invitata. Brigida torna entusiasta nella sua stanza e chiede ai Troll di non andare via, ma per loro significherebbe essere mangiati al banchetto dai Bergen, quindi a malincuore lasciano Brigida da sola e partono alla ricerca di Creek. Purtroppo vengono trovati e catturati, e scoprono che Creek ha venduto tutti i Troll a Chef per non essere mangiato portandoli al loro nascondiglio.
I Troll vengono imprigionati assieme a tutti gli altri Troll del villaggio in una pentola e Poppy, vedendo che tutti i Troll sono stati catturati a causa sua, si sente in colpa per averli trascinati in questa triste avventura. Si accorge così di aver fallito, perde così ogni speranza, diventa triste e grigia come Branch e contagia tutti i Troll. Ma improvvisamente Branch comincia a cantare per rallegrare i Troll e (attraverso la canzone) confessa il suo amore per Poppy. Lei allora ritrova la felicità, il che la fa tornare rosa, e comincia a cantare insieme a Branch, rivelando di ricambiare i suoi sentimenti. Quando i due si danno la mano, Branch ritorna normale: non più grigio, ma azzurro con i capelli blu. Proprio prima di essere serviti al banchetto, i Troll vengono salvati da Brigida che, nonostante le orribili minacce di Chef, ha intenzione di sacrificarsi per loro.
Ma mentre stanno fuggendo, Poppy e Branch si accorgono che non è giusto che Brigida sacrifichi la sua vita per loro, quindi tornano indietro con un piccolo gruppo di altri Troll. Spiegano che Brigida è Lady Glitter Brillantina e che, per essere felici, non è necessario mangiare i Troll; infatti il sentimento che Brigida e il principe Gristle provano vicendevolmente fa comprendere ai Bergen che la felicità non bisogna metterla dentro di sé, ma è già lì e, come espresso poco prima da Branch, basta che qualcuno aiuti a trovarla. I Troll fanno per cominciare a cantare e ballare ai Bergen, facendoli sentire felici, ma Chef non ha intenzione di arrendersi: cerca furiosamente di ucciderli per vendicarsi del suo fallimento. Però Brigida non può permetterlo, mentre colpisce Chef facendola cadere su un carrello e Cooper gli lo spinge via, venendo nuovamente cacciata dalla città, insieme a Creek. I Troll e i Bergen accettano di vivere in pace e in armonia, e la cara Poppy è incoronata regina dei Troll. Sul rinnovato albero dei Troll, Poppy e Branch condividono un abbraccio.
Nella scena dopo la canzone finale, durante i titoli di coda, il carrello portavivande su cui si trovano Chef e Creek si ferma su una collina in mezzo al nulla. Chef cerca di mangiare Creek, ma la collina si apre per rivelare la bocca di un mostro gigantesco che li ingoia entrambi, punendoli per quello che avevano fatto.

## Personaggi
- Poppy: è la principessa (in seguito regina) dei Troll ed è la protagonista del film. È alta dodici centimetri, ha la pelle e gli occhi rosa shocking, mentre i suoi capelli sono fucsia e li tiene legati. Come molti altri Troll, ha le guance rosse con numerose lentiggini di glitter. Porta un vestito corto azzurro in feltro e una fascia per capelli a fiori. Vede il lato positivo in qualsiasi cosa, anche nelle situazioni più disperate. Esuberante e festaiola fino agli eccessi, sarà proprio la festa estremamente appariscente organizzata da lei a far scoprire a Chef dove si trovano i Troll. Cercherà di salvare il suo villaggio con grandi risultati e si innamorerà da subito di Branch, senza farglielo capire inizialmente.
- Branch: è un Troll scontroso ed è il co-protagonista del film. Prova dei sentimenti per Poppy, inconsapevolmente ricambiato. Ha la pelle grigiastra, gli occhi azzurri, il naso viola e i capelli neri. Porta un gilet di foglie e pantaloni marroni. È l'unico Troll triste e detesta il modo di essere degli altri Troll, cosciente del fatto che nella vita esistono anche le cose brutte, tuttavia si vede spesso che si sente solo. Odia cantare, ballare e farsi abbracciare perché ormai non ha più nessun motivo di essere felice: da bambino è rimasto orfano ed è stato educato dalla nonna; ma un giorno, mentre stava cantando, è arrivato un Bergen e sua nonna si è sacrificata per salvarlo lasciandolo però definitivamente solo. Questo è anche il motivo per cui la sua colorazione è cambiata diventando scura. È fermamente convinto (e si scoprirà che ha ragione) che i Bergen non si fermeranno; e un giorno verranno di nuovo attaccati: per questo ha costruito un bunker in cui ha vissuto per dieci anni, e potrà sopravviverci almeno per altri anni. Nonostante tutto però non potrà dimenticare di volere il bene degli altri Troll e seguirà Poppy nella sua missione di salvataggio. Inizialmente criticherà ogni cosa che farà la principessa, trovandola troppo ottimista e positiva, ma alla fine le si dichiarerà. Dopo aver confessato i suoi sentimenti a Poppy, torna normale: con la carnagione verde-azzurrina e i capelli blu elettrico, e visto che Poppy lo ricambia si fidanzano. Inoltre, tornerà ad essere sensibile e altruista.
- Brigida (Bridget): una Bergen orfana di buon cuore che lavora come sguattera al castello. Ha la pelle grigiastra, gli occhi rosa, i capelli lilla legati in due codini, il mono-ciglio e i denti giallastri e sporgenti. Da quando era bambina è innamorata del grande principe Gristle, ma non ha mai neanche provato ad avvicinarsi a lui. Accetterà di farsi aiutare dai Troll per diventare una "pupa da sogno" e conquisterà il principe Gristle. Tuttavia pensa che senza i Troll e il travestimento non possa piacere al re. Alla fine del film lei e Gristle comprenderanno che per essere felici basta stare tutti insieme.
- Gristle Jr.: è il principe (in seguito re) dei Bergen. Ha la pelle verde chiara e i capelli verde scuro, è un po' grassoccio e ha i denti in fuori. Porta una corona un po' malandata, un mantello rosso da re, pantaloni blu e una maglia a strisce bianche e rosse che lascia scoperta la pancia. Proprio il giorno in cui avrebbe dovuto mangiare il suo primo Troll, questi sono scappati e lui è stato convinto da suo padre che non sarà mai felice. Non sopporta essere preso in giro, ma non è in grado di agire e prendere decisioni e per questo è facilmente manipolato da Chef. Scoprirà alla fine che la felicità è la sensazione che prova stando accanto a Brigida e che per essere felice non ha bisogno di altro.
- Chef: la capocuoco dei Bergen, è l'antagonista principale del film. Ha la carnagione violacea, il naso rosa e i capelli azzurri legati in un tuppo. Veste sempre da cuoca, con un marsupio allacciato alla vita per contenere i Troll catturati. Adora comandare a bacchetta e il suo piano è quello di uccidere il giovane principe Gristle per salire al trono e impadronirsi non solo dei Troll ma anche di Bergen Town. È stata cacciata dai Bergen 20 anni prima, quando i Troll sono scappati e ha passato tutti questi anni a cercarli, aspettando la propria vendetta. Finge e mente molto bene, tratta malissimo Brigida; alla fine del film viene esiliata per la seconda volta, assieme a Creek, e verrà divorata da un mostro.
- Creek: è l'antagonista secondario del film, un Troll dall'atteggiamento positivo, dotato di una saggezza zen, che pratica yoga. Ha la pelle viola, il naso arancione e i capelli turchesi con le punte verdi; e indossa dei pantaloni gialli. All'inizio del film si presenta calmo, saggio e in armonia con se stesso, ma dopo essere stato preso come primo Troll che dovrà essere mangiato dal principe Gristle, pregherà affinché gli venga risparmiata la vita, promettendo qualsiasi cosa, anche di tradire i suoi amici; infatti tenderà loro una trappola e li venderà ai Bergen. Alla fine del film, verrà esiliato assieme a Chef, e verrà divorato da un mostro (però nella serie animata Trolls - La festa continua! si scopre che è misteriosamente sopravvissuto).
- Grandino (Biggie): un Troll di grandi dimensioni, dal cuore altrettanto grande. È blu con i capelli azzurro chiaro e il naso violetto. Indossa un gilet e un paio di pantaloni viola. Gira sempre con in braccio Mr. Dinkles, un piccolo Troll giallo simile a un verme.
- Mr. Dinkles: un piccolo verme giallo a strisce rosa, con le guance verdastre, le labbra azzurre e occhi blu a puntini. Indossa un piccolo cappello e fa credere di saper emettere solo piccoli versi acuti simili a miagolii, ma in realtà sa parlare molto bene e ha una voce molto profonda. È l'animaletto di Grandino.
- DJ Suki: un portento musicale la cui apparecchiatura da dj è fatta di insetti. Ha la pelle fucsia, i capelli arancioni legati in una coda alta, il naso azzurro e gli occhi rosa; inoltre ha le lentiggini. Indossa sempre delle cuffie bianche con fiori lilla e ha molti braccialetti ai polsi. È molto energica e scatenata.
- Seta e Ciniglia (Satin e Chenille): sono due Troll gemelle siamesi (unite tramite i capelli), esperte in tutto ciò che riguarda la moda. Seta ha la pelle rosa-violetto, il naso lilla, gli occhi azzurri e i capelli verde acqua, poi viola e dove si uniscono a quelli della sorella rosa, Seta ha un completo con texture a squama e degli scalda gambe intonati con i vestiti. Ciniglia ha la pelle bluastra, il naso violetto, gli occhi rosa e i capelli prima azzurri e poi come quelli della sorella. Ciniglia invece ha un vestito con la gonna corta e larga. Entrambe sono molto truccate e portano gli orecchini diversi.
- Re Peppy: il re dei Troll che una volta liberò dall'odiata tirannia dei Bergen. È il padre di Poppy. Ha la pelle arancione e i capelli fucsia come la figlia, inoltre ha un paio di baffoni all'ingiù. Nell'antefatto risulta un comandante molto energico e determinato, dando tutto se stesso per proteggere e non lasciare indietro neanche un Troll durante la fuga. 20 anni dopo però si ritroverà vecchio e meno disposto ad aiutare gli altri, infatti quando gli amici di Poppy verranno rapiti, proporrà di scappare per evitare che altri vengano presi, invece di andare a salvare i compagni. Si dimostra tuttavia un padre molto protettivo e fiducioso in sua figlia.
- Re Gristle Sr.: è l'antagonista terziario del film, e il precedente re dei Bergen. È fermamente convinto che non si possa essere felici senza mangiare i Troll. Apparirà solo nell'antefatto, venti anni dopo sembrerebbe essere morto. Aveva i capelli bianchi e la carnagione verde scuro.
- Cooper: un Troll dall'aspetto simile ad una piccola giraffa, con un sorriso perennemente stampato in volto (anche dopo essere stato catturato continua ad esprimere il suo entusiasmo verso la festa). Ha i capelli azzurri simili a spaghetti e corti rispetto a quelli degli altri Troll; inoltre la sua chioma non va verso l'alto e non può cambiare forma. Indossa un berretto verde, può sembrare un po' strano, ma compensa la scarsa intelligenza con un grande entusiasmo. Il suo pelo è molto soffice a strisce rosa e fucsia, le sue zampe sono azzurre (Cooper cammina a quattro zampe).
- Guy Diamante (Guy Diamond): uno scintillante Troll argentato che gira sempre nudo e spara brillantini in ogni dove, ha i capelli grigi, gli occhi azzurri e il naso verde. La sua voce, quando canta, è modificata con gli effetti distorsivi del vocoder.
- Rosiepuff: era la nonna paterna di Branch, data la mancanza dei suoi genitori si prese cura del bambino al posto loro. Insegnò anche a Branch a cantare. Successivamente venne uccisa da un Bergen per salvare il nipote. In seguito a questo evento, lui si chiuse nel suo bunker e diventò grigio e scontroso, convinto di non riuscire mai più ad essere felice.
- Moxie Dewdrop: un Troll danzante.
- Aspen Heitz: un Troll skater. Da giovane, mentre i Troll stavano fuggendo dai Bergen, è stato lui ad avvertire re Peppy che alcuni erano rimasti indietro. Dopo ciò prese temporaneamente il comando mentre il re aiutava quei Troll.
- Mandy Sparkledust: un Troll che progetta e ripara tutti i tesori della città dei Troll.
- Signor Nuvola (Cloud Guy): una nuvola antropomorfa che adora fare scherzi di pessimo gusto e prendere in giro Branch. Nonostante ciò aiuterà Branch e Poppy a trovare il tunnel giusto per Bergen Town.
- Minuta (Smidge): è una Troll molto bassa ma con grande spirito e coraggio. Ha i capelli azzurri legati da un fiocco rosa, la pelle gialla e gli occhi azzurri. È una femmina, ma ha una voce maschile. È molto altruista e le piace aiutare gli altri Troll. È il Troll con i capelli più lunghi e forti.

## Distribuzione
Il film è stato distribuito in Italia il 27 ottobre 2016 dalla 20th Century Fox, mentre nelle sale statunitensi è uscito il 4 novembre.

## Accoglienza

### Incassi
Il film ha incassato 346,8 milioni di dollari nel mondo, di cui 153,7 milioni nel Nord America e quasi 193,2 milioni nel resto del mondo.

### Critica
Il film è stato accolto in modo altrettanto positivo da critica e pubblico. Sull'aggregatore Rotten Tomatoes il 76% ha dato una critica positiva, registrando un voto di 7, mentre su Metacritic ottiene un punteggio di 56 su 100, registrando "Recensioni miste" .

## Riconoscimenti
- 2017 - Premio Oscar
  - Candidatura per la migliore canzone originale per Can't Stop the Feeling!

## Sequel
Il 28 febbraio 2017 venne annunciato un seguito previsto per il 17 aprile 2020. Successivamente, nel 2019, usci una serie animata 2D, intitolata Trolls - La festa continua!, e nel 2017 usci un cortometraggio, intitolato Trolls - Missione vacanze (Trolls Holiday). Nel giugno 2018 è stato annunciato che il film si sarebbe chiamato Trolls World Tour. Il film è stato distribuito in tutto il mondo in video on demand il 10 aprile 2020 a causa della Pandemia di COVID-19 del 2019-2021.